# Niketa Thopia
Niketa Thopia(?-1415) was een Albanese prins uit het adellijk geslacht Thopia. Niketa was van 1403 tot 1415 de laatste heerser van het Prinsdom Albanië.
Niketa was de zoon van Karl Thopia, stichter van het Prinsdom Albanië. Na de dood van Karl Thopia in 1388 verkregen zijn kinderen Gjergj en Helena heerschappijen over Durrës en Krujë. Niketa volgde zijn oudere broer Gjergj op en verkreeg heerschappij over havenstad Durrës; hij veroverde echter ook de stad Krujë van zijn zus Helena. Na conflicten met het Republiek Venetië en de Muzaka-dynastie verloor Thopia aanzienlijk grondgebied. In 1415 kwam het domein van de Thopia's in handen van het Ottomaanse Rijk. De Thopia-dynastie voegde zich in 1444 aan de Liga van Lezhë.
Niketa was getrouwd met een dochter van Komnen Arianiti, met wie hij een dochter kreeg, Mara Thopia. 